# Seznam dílů seriálu Regal Academy
Toto je seznam dílů seriálu Regal Academy.

## Přehled řad
| Řada | Díly | Premiéra v Itálii  | Premiéra v Itálii  | Premiéra v ČR  | Premiéra v ČR  |
| Řada | Díly | První díl          | Poslední díl       | První díl      | Poslední díl   |
| ---- | ---- | ------------------ | ------------------ | -------------- | -------------- |
| 1    | 26   | 21. května 2016    | 15. listopadu 2016 | 2. dubna 2017  | 20. srpna 2017 |
| 2    | 26   | 28. listopadu 2017 | 8. října 2018      | 6. května 2018 | 9. září 2018   |

## Seznam dílů

### První řada (2016)
| Č. v seriálu | Č. v řadě | Původní název                                                           | Český název                | Premiéra v Itálii  | Premiéra v ČR     |
| ------------ | --------- | ----------------------------------------------------------------------- | -------------------------- | ------------------ | ----------------- |
| 1            | 1         | La Scuola Delle Favole A School for FairyTales                          | Škola pro pohádky          | 21. května 2016    | 2. dubna 2017     |
| 2            | 2         | La Grande Corsa Dei Draghi The Great Dragon Race                        | Velký dračí závod          | 21. května 2016    | 2. dubna 2017     |
| 3            | 3         | Un Cigno Nella Palude The Swan in Swamp Lake                            | Labuť v bažinatém jezeře   | 22. května 2016    | 9. dubna 2017     |
| 4            | 4         | Astoria e la Pianta Di Fagiolo Astoria and the Beanstalk                | Astorie a fazolový stonek  | 22. května 2016    | 9. dubna 2017     |
| 5            | 5         | Un Matrimonio Da Favola A Fairytale Wedding                             | Pohádková svatba           | 27. května 2016    | 16. dubna 2017    |
| 6            | 6         | Mistero al Castello Di Cenerentola Mystery at Cinderella's Castle       | Záhada v Popelčině zámku   | 28. května 2016    | 16. dubna 2017    |
| 7            | 7         | La Nipote Della Principessa Sul Pisello The Pea Princess' Granddaughter | Vnučka princezny na hrášku | 17. září 2016      | 23. dubna 2017    |
| 8            | 8         | La Vendetta The Revenge                                                 | Pomsta                     | 18. září 2016      | 23. dubna 2017    |
| 9            | 9         | L'attacco Della Strega Zenzero Attack of the Shortbread Witch           | Útok perníkové ježibaby    | 19. září 2016      | 30. dubna 2017    |
| 10           | 10        | La Collezione Da Favola Di Rose Rose's Fairy Tale Collection            | Rosina pohádková zbírka    | 20. září 2016      | 30. dubna 2017    |
| 11           | 11        | Il Ritorno Del Lupo Cattivo The Bad Wolf's Great Fall                   | Velký pád zlého vlka       | 21. září 2016      | 7. května 2017    |
| 12           | 12        | Zucche e Draghi Pumpkins and Dragons                                    | Dýně a draci               | 22. září 2016      | 7. května 2017    |
| 13           | 13        | Il Grande Ballo The Grand Ball                                          | Velký bál                  | 23. září 2016      | 14. května 2017   |
| 14           | 14        | Ventaglio Di Ferro The Legedary Iron Fan                                | Legendární Iron Fan        | 20. října 2016     | 9. července 2017  |
| 15           | 15        | Rose e il re Dei Draghi Rose and the Dragon King                        | Rose a dračí král          | 21. října 2016     | 9. července 2017  |
| 16           | 16        | La Canzone Della Strega Del Mare Song of the Sea Witch                  | Píseň mořské čarodějnice   | 22. října 2016     | 16. července 2017 |
| 17           | 17        | Hawk e le Mele Avvelenate Hawk and the Poisoned Apples                  | Hawk a otrávená jablka     | 23. října 2016     | 16. července 2017 |
| 18           | 18        | Favole Sulla Terra Fairy Tales on Earth                                 | Pohádky na Zemi            | 23. října 2016     | 23. července 2017 |
| 19           | 19        | La Maledizione Del Capelli Hair Curse                                   | Prokleté vlasy             | 12. listopadu 2016 | 23. července 2017 |
| 20           | 20        | La Giornata Del Genitori The Parents' Day                               | Rodičovský den             | 13. listopadu 2016 | 30. července 2017 |
| 21           | 21        | Magia Scimmiesca Monkey Magic                                           | Opičí čáry                 | 14. listopadu 2016 | 30. července 2017 |
| 22           | 22        | Il Festival Dei Fiori Flowerpocalypse                                   | Květopokalipsa             | 24. října 2016     | 6. srpna 2017     |
| 23           | 23        | Danza Al Chiaro Di Luna Swan Dancing with the Stars                     | Labuť tančící s hvězdami   | 14. listopadu 2016 | 6. srpna 2017     |
| 24           | 24        | Il Duello Del Draghi The Dragon Duel                                    | Dračí souboj               | 14. listopadu 2016 | 13. srpna 2017    |
| 25           | 25        | La Caduta Del Guardiani Fall of the Guardians                           | Pád strážců                | 15. listopadu 2016 | 13. srpna 2017    |
| 26           | 26        | La Terribile Vicky Vicky the Villain                                    | Padouch Vicky              | 15. listopadu 2016 | 20. srpna 2017    |

### Druhá řada (2017–2018)
| Č. v seriálu | Č. v řadě | Původní název                            | Český název               | Premiéra v Itálii  | Premiéra v ČR     |
| ------------ | --------- | ---------------------------------------- | ------------------------- | ------------------ | ----------------- |
| 27           | 1         | PomPom! PomPoms!                         | Pompomové                 | 28. listopadu 2017 | 6. května 2018    |
| 28           | 2         | La Bella è la Bestia Beauty is the Beast | Kráska je zvíře           | 29. listopadu 2017 | 6. května 2018    |
| 29           | 3         | La Fiera Della Magia The Magic Fair      | Kouzelný veletrh          | 30. listopadu 2017 | 13. května 2018   |
| 30           | 4         | Specchi Impazziti Mirror Maddness        | Zrcadlové šílenství       | 1. prosince 2017   | 13. května 2018   |
| 31           | 5         | The Giant's Wife                         | Obrova žena               | 2. prosince 2017   | 20. května 2018   |
| 32           | 6         | Searching for Pinocchio                  | Pátrání po Pinocchiovi    | 3. prosince 2017   | 20. května 2018   |
| 33           | 7         | The Frog Villain                         | Padouch žabák             | 4. prosince 2017   | 27. května 2018   |
| 34           | 8         | Into the Enchanted Forest                | Do začarovaného lesa      | 5. prosince 2017   | 27. května 2018   |
| 35           | 9         | The Masquerade Ball                      | Maškarní bál              | 6. prosince 2017   | 3. června 2018    |
| 36           | 10        | The Shadow Warrior                       | Temná válečnice           | 7. prosince 2017   | 3. června 2018    |
| 37           | 11        | Princely Competition                     | Soutěž princů             | 8. prosince 2017   | 10. června 2018   |
| 38           | 12        | The Dark Dragon                          | Temný drak                | 9. prosince 2017   | 10. června 2018   |
| 39           | 13        | A Day at Merlin Academy                  | Den na Merlinově akademii | 10. prosince 2017  | 17. června 2018   |
| 40           | 14        | The Regal Parade                         | Královský průvod          | 26. září 2018      | 29. července 2018 |
| 41           | 15        | A Mermaid's Tail                         | Příběh o mořské víle      | 27. září 2018      | 29. července 2018 |
| 42           | 16        | The Sleepover                            | Pyžamový večírek          | 28. září 2018      | 5. srpna 2018     |
| 43           | 17        | Test Of The Tower                        | Zkouška věže              | 29. září 2018      | 5. srpna 2018     |
| 44           | 18        | The Shapeshifting Witch                  | Čarodějnice měňavec       | 30. září 2018      | 12. srpna 2018    |
| 45           | 19        | Ruby Returns                             | Ruby se vrací             | 1. října 2018      | 12. srpna 2018    |
| 46           | 20        | Wedding Time                             | Svatební čas              | 2. října 2018      | 19. srpna 2018    |
| 47           | 21        | The Midnight Effect                      | Půlnoční jev              | 3. října 2018      | 19. srpna 2018    |
| 48           | 22        | Christmas in The Fairy Tale Land         | Vánoce v pohádkové zemi   | 4. října 2018      | 26. srpna 2018    |
| 49           | 23        | Rainbow Magic                            | Kouzlo duhy               | 5. října 2018      | 26. srpna 2018    |
| 50           | 24        | The Snow Queen's Trap                    | Past sněhové královny     | 6. října 2018      | 2. září 2018      |
| 51           | 25        | Rose in Wonderland                       | Rose v říši divů          | 7. října 2018      | 2. září 2018      |
| 52           | 26        | The Snow Kingdom                         | Sněhové království        | 8. října 2018      | 9. září 2018      |